# 게이머스!
게이머스!(Gamers!, 일본어: ゲーマーズ!)는 일본의 라이트 노벨 시리즈로, 글은 아오이 세키나, 그림은 사보텐이 맡았다. 후지미 쇼보는 2015년 3월부터 2019년 10월까지 후지미 판타지아 문고로 12권을 출판했다. 파인 잼이 제작한 TV 애니메이션 시리즈로 2017년 7월부터 9월까지 방영되었다.

## 줄거리
고등학생이자 게이머인 아마노 케이타는 아름다운 학교 아이돌인 텐도 카렌을 만나 학교 게임부에 가입하게 된다. 경쟁 게임이 중심이라는 사실을 알게 된 그는 그녀의 제안을 거절한다. 이 거절은 케이타와 그의 친구들의 삶에 비디오 게임, 로맨스, 오해 등의 일련의 사건을 촉발시킨다.